# Marker (Noorwegen)
Marker is een gemeente in de Noorse provincie Østfold. De gemeente telde 3597 inwoners in januari 2017. Marker ontstond als gemeente in 1964 toen de vroegere gemeenten Rødenes en Øymark werden samengevoegd tot Marker.

## Plaatsen in de gemeente
- Ørje (hoofdplaats)
- Rødenes
- Øymark

Aremark · Fredrikstad · Halden · Hvaler · Indre Østfold · Marker · Moss · Råde · Rakkestad · Sarpsborg · Skiptvet · Våler

Voormalige gemeentes: Askim · Eidsberg · Hobøl · Rømskog · Rygge · Spydeberg · Trøgstad